# Torre Boldone

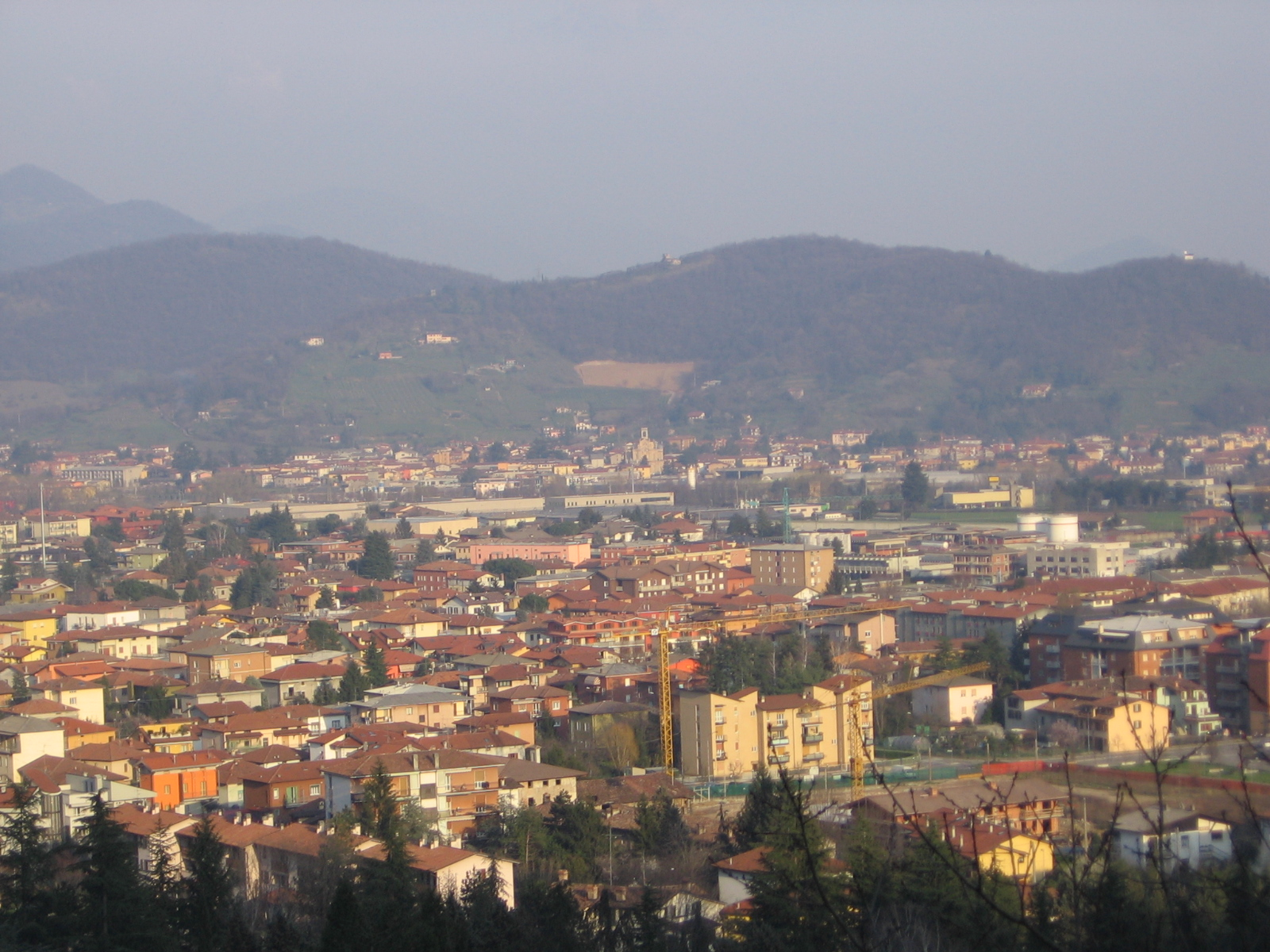
Torre Boldone

Torre Boldone ist eine norditalienische Gemeinde (comune) mit 8729 Einwohnern (Stand 31. Dezember 2023) in der Provinz Bergamo in der Lombardei.
Die Gemeinde grenzt direkt an die Provinzhauptstadt Bergamo und ist vom Kern drei Kilometer entfernt. Östlich des Gemeindegebiets fließt der Serio.
Die Einwohnerzahl des Ortes hat sich seit den 1960er Jahren (ca. 3600 Einwohner) bis heute mehr als verdoppelt.
Die dem Heiligen Sankt Martin gewidmete Kirche wurde 1739 nach den Entwürfen des Baumeisters Giovan Battista Caniana errichtet.